# Challenger de Roma (Rai Open) 2013
El torneo Rai Open 2013 es un torneo profesional de tenis. Pertenece al ATP Challenger Series 2013. Se disputará su 5.ª edición sobre tierra batida, en Roma, Italia entre el 15 y el 21 de abril de 2013.

## Jugadores participantes del cuadro de individuales

### Cabezas de serie
| País                       | Jugador                | Rank1 | Favorito |
| -------------------------- | ---------------------- | ----- | -------- |
| Bandera de Rusia           | Andrey Kuznetsov       | 75    | 1        |
| Bandera de República Checa | Jan Hájek              | 83    | 2        |
| Bandera de España          | Guillermo García-López | 99    | 3        |
| Bandera de Austria         | Andreas Haider-Maurer  | 110   | 4        |
| Bandera de Alemania        | Jan-Lennard Struff     | 115   | 5        |
| Bandera de Rumania         | Marius Copil           | 127   | 6        |
| Bandera de Alemania        | Björn Phau             | 135   | 7        |
| Bandera de Bélgica         | Olivier Rochus         | 142   | 8        |

- 1 Se ha tomado en cuenta el ranking del día 8 de abril de 2013.

### Otros participantes
Los siguientes jugadores recibieron una invitación (wild card), por lo tanto ingresan directamente al cuadro principal:
- Filippo Baldi
- Gianluigi Quinzi
- Stefano Napolitano
- Potito Starace

Los siguientes jugadores ingresan al cuadro principal tras disputar el cuadro clasificatorio:
- Alessio di Mauro
- Sandro Ehrat
- Martin Fischer
- Dominic Thiem

## Jugadores participantes en el cuadro de dobles

### Cabezas de serie
| País                   | Jugador           | País                    | Jugador            | Rank1 | Favorito |
| ---------------------- | ----------------- | ----------------------- | ------------------ | ----- | -------- |
| Bandera de Alemania    | Dustin Brown      | Bandera del Reino Unido | Jamie Delgado      | 142   | 1        |
| Bandera de Alemania    | Martin Emmrich    | Bandera de Australia    | Rameez Junaid      | 164   | 2        |
| Bandera de Polonia     | Tomasz Bednarek   | Bandera de Suecia       | Andreas Siljeström | 200   | 3        |
| Bandera de Bielorrusia | Uladzimir Ignatik | Bandera de Polonia      | Mateusz Kowalczyk  | 284   | 4        |

- 1 Se ha tomado en cuenta el ranking del día 8 de abril de 2013.

## Campeones

### Individual Masculino
- Julian Reister derrotó en la final a  Guillermo García-López por 4-6, 6-3, 6-2.

### Dobles Masculino
- Andreas Beck /  Martin Fischer derrotaron en la final a  Martin Emmrich
 Rameez Junaid por 7–6(7–2), 6–0